# Step
Een step (in België informeel soms ook trottinette - uit het Frans) is een ongemotoriseerd tweewielig vervoermiddel. In Nederland wordt ook de benaming autoped wel gebruikt, hoewel dat oorspronkelijk een fabrikant van de gemotoriseerde variant is.

## Eigenschappen
Een aantal eigenschappen van de step komt overeen met de fiets, zoals wielgrootte en helling van de stuuras. Maar juist voor de step geldt dat de plankhoogte boven het wegdek belangrijk is. Op een goed ontworpen step kunnen langdurig snelheden van 30 km/u gehaald worden.

## Gebruik
De step was oorspronkelijk een vervoermiddel (vervoer van mens en goederen). Tijdens de Tweede Wereldoorlog werd de step in verschillende Europese landen (ook de Oostbloklanden) veel gebruikt in verband met de schaarste aan fietsonderdelen. Na de Tweede Wereldoorlog is de step meer bekend geworden als kinderspeelgoed. Vanaf de jaren zeventig herwon de step langzaam weer populariteit onder volwassenen.
De step wordt tegenwoordig niet alleen ingezet als speelgoed (ministep) maar ook steeds meer voor vervoer, recreatie en wedstrijdsport. Verder wordt de step steeds vaker op de werkvloer gebruikt, voor interne verplaatsingen in grote bedrijven. De step geniet dan de voorkeur boven de fiets, omdat er relatief weinig ruimte nodig is voor stalling en opstappen. Bovendien heeft de step een hoge stabiliteit bij lage snelheid en heeft hij weinig onderhoud nodig.
De Nederlandse Autoped Federatie is het landelijke overkoepelende steporgaan dat alle belangrijke stepevenementen in Nederland (wedstrijden en toertochten) coördineert en begeleidt. Een van de belangrijkste taken van de NAF is het opstellen van de nationale stepkalender met tochten en wedstrijden. Ook het uitreiken van de NAF-cup (de landelijke stepcompetitie), het uitschrijven van het NK Individueel, NK-sprint en het NK Estafette voor teams, het afvaardigen van wedstrijdteams of individuele rijders naar internationale wedstrijden en bovenal de step te promoten bij het Nederlandse publiek zijn taken waar de NAF zich mee bezighoudt. In België bestaat er een stepbond in oprichting.

## Varianten

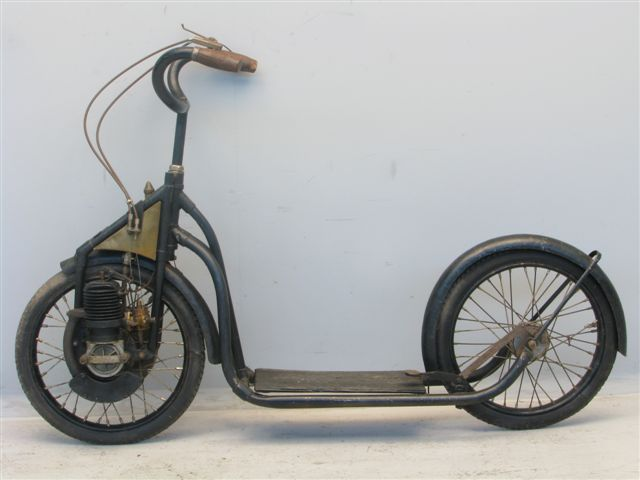
Austro Motorette 82 cc Autoped uit 1922

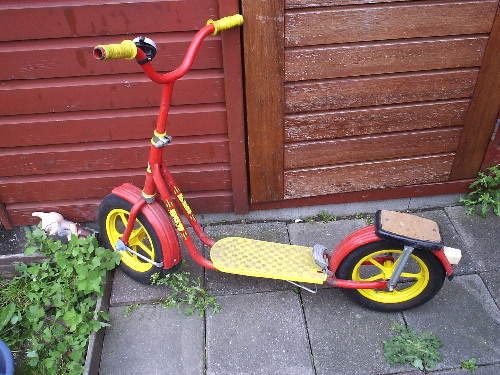
Kinderstep

- De stepslee, hierbij zijn de wielen vervangen door glijders.
- De autoped, een gemotoriseerde variant van de step.

De step (autoped) is onder te verdelen in steps voor verschillende doeleinden:
- speelgoed,
- kindervervoer of sportief,
- ministep (vervoer),
- ministep (freestyle),
- stadsstep,
- crossstep,
- sportief/recreatief,
- duursport step (wedstrijd),
- downhill,
- mushing (met hond(en)),
- industrieel (ziekenhuis, magazijnen, palletstep).

De stepslee is onder te verdelen in:
- traditionele spark met 2 runners (houten slee in diverse maten) voor op ijs en sneeuw,
- lichtgewicht spark met 2 runners (lichtgewicht staal of aluminium) voor op ijs en sneeuw,
- monoglider (slee met slechts 1 runner),
- ministep uitgevoerd met ski's (voor downhill),
- ministep uitgevoerd met glijijzers voor op het ijs.

De slikslee is een transportmiddel dat aan de stepslee en step verwant is.

## Zang
In de tv-serie Ja zuster, nee zuster komt een liedje voor met de titel Op de step, gezongen door Wim Sonneveld. Tekst van Annie M.G. Schmidt op muziek van Harry Bannink. 
Ook Klein Orkest heeft een liedje over de step, genaamd De Step.